# Пэрент, Гилберт
Гилберт Пэрент (англ. Gilbert Parent; 25 июля 1935, Маттава, Онтарио, Канада — 3 марта 2009, Торонто, Онтарио, Канада) — канадский политический деятель, председатель Палаты общин Канады (1994—2001).

## Биография
Окончил педагогический колледж Онтарио.
До избрания в Палату общин работал учителем в средней школе Торолда.
В 1974—1988 годах и в 1988—2000 годах — депутат Палаты общин Канады от Либеральной партии Канады.
В 1977—1981 годах — статс-секретарь министерств по делам ветеранов, труда и спорта.
В 1994—2001 годах — председатель Палаты общин Канады.